# Donji Pustakovec
Donji Pustakovec – wieś w Chorwacji, w żupanii medzimurskiej, w gminie Donji Kraljevec. W 2011 roku liczyła 286 mieszkańców.